# 南投市營盤口七將軍廟
23°56′42″N 120°40′30″E / 23.945112°N 120.674981°E
南投市營盤口七將軍廟，是位於臺灣南投縣南投市營南里營盤國小校地內的七將軍廟，祭拜六員清軍與一隻犬。

## 沿革
此廟建立時間不明。廟內存有光緒七年（1881年）木匾，由雍正十一年（1733年）在附近設置的南北投汛把總鄭維霖題獻，內容為敘述個人在汛一年，蒙受神恩，方能履險如夷。他為敬答神庥，原欲重修廟宇，但力有未逮，故特獻木匾。文中還提到北路協標中營副將林福喜。劉枝萬誤以為該廟建立與乾隆五十一年（1787年）的林爽文事件相關，錯把供奉者為該事件平亂中傷亡的清軍，而其實是乾隆年間被原住民殺害之柳樹湳七員士兵。但如今變成六員士兵與一隻犬。
1921年4月24日，營盤公學校（今南投縣南投市營盤國小）建立，由營盤口將軍會捐贈土地，面積共1甲4分2厘1毛。同樣也是祭拜傳說六名清兵與一犬。位在校地內的此廟歷經三次搬遷，均在目前廟地附近，臺灣戰後時期後卻因無法證明廟地的所有權，資產變成營盤國小所有（即南投縣政府所有），而且還要每年需繳交租金給校方。營盤國小開學時，全校師生都會一同前往參拜。另外，更有廟地雖成為縣政府財產，卻被當地居民所占。
宋懷琳在任南投縣議員之時，與地方仕紳共同爭取，讓此廟得以合法化。2015年7月30日，她以南投市市長身分為此廟揭牌，並表示七將軍廟是地方信仰中心，廟產因年代考察不易，致使發生土地爭議，如今已有合法身分，會繼續與向南投縣府爭取。
2014年10月17日，鄭維霖所贈的匾額由縣文化資產審議委員會認為這是縣內款文最多的匾額，極具稀有性，也因為將鄭維霖隨吳光亮來台的原因牡丹社事件寫出，頗具學術價值，遂核定為南投縣文化資產的一般古物。